# Рукер (Арджеш)
Рукер (рум. Rucăr) — село у повіті Арджеш в Румунії. Входить до складу комуни Рукер.
Село розташоване на відстані 128 км на північний захід від Бухареста, 63 км на північ від Пітешть, 45 км на південний захід від Брашова.

## Населення
За даними перепису населення 2002 року у селі проживали 6033 особи. Рідною мовою 6031 особа (> 99,9%) назвала румунську.
Національний склад населення села:
| Національність | Кількість осіб | Відсоток |
| -------------- | -------------- | -------- |
| румуни         | 6002           | 99,5%    |
| цигани         | 29             | 0,5%     |